# برازيليان ريسلينغ فيديريشان
برازيليان ريسلينغ فيديريشان بالإنجليزية: Brazilian Wrestling Federation وبالبرتغالية: Federação Brasileira de Luta Livre والتي تعني بالعربية: اتحاد المصارعة البرازيلي وإختصاراً (بي دبليو إف) هو اتحاد مصارعة محترف برازيلي، وهو أكبر اتحاد مصارعة في البلاد. يعقد الاتحاد عرضًا واحدًا على الإنترنت BWF Telecatch . تأسست الشركة بهدف إحياء شعبية رياضة مصارعة المحترفين وتيلكيتشي في البرازيل.

## تاريخ
تم تأسيس BWF في عام 2002 من قبل بوب جونيور. وكانت أول مباراة متلفزة في ينقلها الاتحاد عام 2009، كما تم بث العديد من البرامج الحوارية عبر الموقع الرسمي وقناة اليوتيوب.
كانت الشركة أول أتحاد برازيلي للمصارعة تدعم بحسب ما ورد مصارع للمنافسة خارج البلاد. بحيث قاتلت المصارعة بيا تحت اسم بيانكا في مباراة في اتحاد كومبات زون ريسلينغ (سي زي دبليو) في عام 2003 إلى جانب سابين، وواجهت المصارع جوكر ومارسيدز مارتينز في مباراة فرق مختلطة 
في عام 2012، أصبح BWF مرحلة من إنشاء أتحاد "Torneio Sul-Americano de Luta Livre" (بطولة أمريكا الجنوبية للمصارعة) وفي عامه الأول جلب المصارعين الدوليين مثل سوبر كريزي وزومبي إلى البرازيل.
منذ عام 2013، أصبح BWF أكثر وضوحًا في وسائل الإعلام. في ذلك العام، أعلنت الشركة عن مشاركة مصارعي اتحاد برو ريسلينغ نوا مثل كينتا وإيدي إدواردز وناوميتشي ماروفوجي وتايجي إيشموري وغيرهم من المصارعين المشهورين علي الصعيد الدولي في "Torneio Latino Americano de Luta Livre" (بطولة أمريكا اللاتينية للمصارعة).
في 27 أبريل 2014، أطلقت أتحاد BWF حدثًا خاصًا بعنوان "Convocado Para Lutar" (نداء للقتال) حضره ويليام ريجال ومدير التنمية كانيون سيمان كجزء من تقييم مصارعين BWF لمنحهم تجربة ظهور في أشهر أتحاد مصارعة WWE .
نظم اتحاد BWF في مؤتمر أنيمي في عام 2014 وأعلن عن إنشاء قسم جديد للإتحاد وهو BWF Rookies ، وهو قسم تنموي تشكل مجموعته من المواهب الشابة قسم «المصارعين الجدد».
في عام 2015، تم تقديم بطولة جديدة تسمى "Backyard Arena"، وجلب بعض المصارعين البرازيليين المستقلين للقتال من أجل عقد مع الاتحاد. الفائز في البطولة كان ديث ريدر.
في عام 2015، تم تعيين سيزار بونوني، الذي نافس تحت اسم الحلبة V8 Big Block وحمل بطولة BWF Rei Do Ringue مرة واحدة، في بظهوره في عرض دبليو دبليو إي التدريبي إن أكس تي وظهر لأول مرة في عام 2017 في مباراة ضد أليستر بلاك.
في عام 2019، دخلت BWF في شراكة مع أتحاد SFT للقتال الحر لنقل برامجها في قناة Rede Bandeirantes ، والتي أصبحت الآن الناقل الرسمي على المستوى الوطني.

## البطولات والإنجازات
إعتباراً من مارس 21, 2025.
| أسم البطولة                                           | البطل الحالي               | المصارع /المصارعين المهزوم /المهزومين للفوز بالبطولة                   | التاريخ        | العرض                      | الموقع              | فترة حمل اللقب | فترة حمل اللقب بالإيام | المراجع |
| بطولة البرازيل Campeonato Brasileiro                  | فيكتور بوير                | ماكس ميلر البطل السابق في مباراة فردية                                 | 2 فبراير 2020  | BWF Noite dos Campeões III | ساو باولو، البرازيل | 1              | 1٬874+                 | [ 4 ]   |
| بطولة أمريكا الجنوبية Campeonato Sul-Americano        | ايسي                       | ماكس ميلر، روريك جونيور وفيكتور بوير في مباراة أحد الناجين             | 28 نوفمبر 2020 | BWF Noite dos Campeões     | ساو باولو، البرازيل | 1              | 1٬574+                 |         |
| بطولة الفرق الزوجية Campeonato de Duplas              | فريق لوبو بيرو ورودوكس     | فريق رافا لوكوي وأيسي وفريق فيكتور بوير وفيوريا مباراة فرق تهديد ثلاثي | 2 فبراير 2020  | BWF Noite dos Campeões III | ساو باولو، البرازيل | 1              | 1٬874+                 | [ 5 ]   |
| بطولة ملك الحلبة Campeonato Rei do Ringue             | ماتثس ألفيس                | توكو البطل السابق                                                      | 2 فبراير 2020  | BWF Noite dos Campeões III | ساو باولو، البرازيل | 1              | 1٬874+                 | [ 6 ]   |
| بطولة كأس أنمي الأصدقاء Campeonato Copa Anime Friends | "أوه جوفيم فينيكس " دينامو | بيتو " أوه أنجو لويرو"                                                 | 2 فبراير 2015  | BWF Noite dos Campeões III | ساو باولو، البرازيل | 1              | 3٬379+                 | [ 7 ]   |
| بطولة الناجيين Campeonato Sobrevivente                | سبيد                       | ألبرت وبيج بوي مباراة تهديد ثلاثي                                      | 2 فبراير 2020  | BWF Noite dos Campeões III | ساو باولو، البرازيل | 1              | 1٬574+                 | [ 8 ]   |
| بطولة الإنترنت Campeonato Internet                    | يان كارلور                 | روريك جونيور                                                           | 2 فبراير 2020  | BWF Noite dos Campeões III | ساو باولو، البرازيل | 1              | 1٬874+                 |         |
| بطولة الروكيز Campeonato BWF Rookies                  | آلان سيلز                  | آدم بلاك وكولوسوس ودومينكو وتويستير                                    | 2 فبراير 2020  | BWF Noite dos Campeões III | ساو باولو، البرازيل | 1              | 1٬874+                 |         |
| بطولة الفرق الثلاثية Campeonato Guerra das Tribos     | ألبرت وديليوس وتوكو        | ايسي وبيج بوي وفيكتور بوير                                             | 17 مارس 2018   | BWF In House 11            | ساو باولو، البرازيل | 1              | 2٬561+                 |         |
| بطولة التسونامي Campeonato Maremoto                   | فيكتور بوير                | فاز في مباراة باتل رويال شملت 20 مصارعاً                                | 6 أبريل 2019   | BWF Maremoto 2019          | ساو باولو، البرازيل | 1              | 2٬176+                 |         |

## قائمة
| اسم                         |
| --------------------------- |
| ايس                         |
| بيتو "أنجو لويرو"           |
| بيج بوي                     |
| بوب الابن.                  |
| ديث رايدر                   |
| إيل فوانتتي                 |
| "إسبارتانو" ديليوس          |
| "استريلا دورادا" سولي       |
| ايفان فوكس                  |
| فريد توربو                  |
| إنسانو إيغور                |
| كابال                       |
| ماتث                        |
| مافريك                      |
| ماكس ميلر                   |
| مايكل فيوري                 |
| نوكوت جاك                   |
| "أوه إنكيلدور" دانتي        |
| "أوه كابويريستا" كيد أبيلها |
| "أوه جريل هيرو" روبسون كروز |
| "أوه جوفيم فينيكس " دينامو  |
| أوه مايسترو                 |
| أوه نوماد تواريجي           |
| " أوه روك ستار " بلاك آوت   |
| " أوه سيم نوكاو " كادو      |
| "أوه سينسيشنال" فيكتور بوير |
| "أوه سوبرستار" رافا لوك     |
| سونيكو                      |
| سبيد                        |
| "تيناشيوس" تيم أندرسون      |
| توكو "انفيرنال"             |
| توباراو نيغرو               |